# Kazan, Ankara
Kazan là một huyện thuộc tỉnh Ankara, Thổ Nhĩ Kỳ. Huyện có diện tích 408 km² và dân số thời điểm năm 2007 là 36147 người, mật độ 89 người/km².